# UK Garage
UK Garage (UKG) ist eine Musikrichtung, die sich in den 1990er Jahren in England vornehmlich aus dem ursprünglich US-amerikanischen Garage House entwickelte. Zuerst war Speed Garage als UKG-Stil vorherrschend, später war 2 Step populär.
Die Szene ist sowohl von Eigenproduktionen als auch von Remixen bekannter Lieder geprägt. Remixer greifen häufig auf Melodien und Acappellas des R&B- und House-Genres zu. Daneben finden in jüngeren Produktionen auch Samples aus Soulklassikern der 60er und 70er Verwendung.
Seinen kommerziellen Höhepunkt hatte das UK Garage-Genre um die Jahrtausendwende. Mittlerweile hat sich die Musik nach weitläufiger Meinung jedoch überholt. Kritiker führen einen stereotypen Beat insbesondere des 2-Step- und 4x4-Subgenres als Argument gegen das Genre ins Feld.
Die wenigsten UK Garage-Titel haben heute kommerziellen Erfolg. Einige der einst populären Interpreten wie Artful Dodger und Daniel Bedingfield konnten sich mit ihrem Garage-Engagement jedoch einen Namen machen und produzierten im Mainstream-Bereich für Craig David, Madonna und Britney Spears.
Vertreter der UK Garage-Szene waren z. B. MJ Cole, So Solid Crew, The Streets, DJ Luck & MC Neat und DJ Density.
Einige dieser Künstler sind heute noch aktiv, UK Garage wird heute jedoch überwiegend von Hobbyproduzenten aus England und Osteuropa produziert. Namhafte Vertreter sind Duncan Powell, Dezz Jones, DJ Solution, MRP, Delinquent, Will Philips, One Dark Martian oder Mask. Einige der aktiven Produzenten sind früher unter anderem Namen in Erscheinung getreten. So zählte Wookie seit den späten 1990er Jahren zu den einflussreichsten Künstlern des Genres, bevor er sich nach einer mehrjährigen Schöpfungspause unter dem Namen Mask mit 4x4-Remixen zurückkehrte.
UK Garage war ein wesentlicher Wegbereiter für Genres wie Grime, Dubstep und Bassline (4x4), die Anfang der 2000er entstanden sind.

## Einzelnachweis
1. ↑  Lambros Fatsis: Grime: Criminal subculture or public counterculture? A critical investigation into the criminalization of Black musical subcultures in the UK. In: Crime, Media, Culture. Band 15, Nr. 3, 2019, S. 447–461.